# К-9 (авіаційна ракета)
К-9 (серійний індекс - Р-38, за класифікацією МО США і НАТО - AA-4 Awl ) - радянська дослідна[що?] керована ракета класу "повітря-повітря" з напівактивної радіолокаційної ГСН для винищувача-перехоплювача Е-152, експериментальний високошвидкісний дворуховий літак ОКБ А. І. Мікояна ( ОКБ-155 ) попередника МіГ-25 . Розроблялася та випробовувалась наприкінці 1950-х — на початку 1960-х років, на озброєння не приймалася, серійно не вироблялася.
Прототип К-9 демонструвався на авіавиставці в Тушино в 1961 одночасно з носієм Е-152 . 

## Тактико-технічні характеристики
- Маса: 245 кг
- Довжина: 4,5 м
- Діаметр: 250 мм
- Розмах крила: 1,6 м
- Швидкість польоту: 1400 м/с
- Дальність польоту: 9 км
- Двигун: однокамерний дворежимний РДТТ ПРД-56
  - Маса РДТТ - 103 кг
  - Тяга :
    - стартовий режим - 5500 кгс
    - крейсерський режим - 2500-3000 кгс
- Система наведення: всеракурсна ПАРЛ ГСН імпульсної дії ЦР-1 + автопілот АПЦ-18
  - Маса ГСН - 15 кг
- Бойова частина: осколково-фугасна
  - Маса БЧ - 27 кг
- Підривник: імпульсний радіопідривник ЦРВ-1
- Точність: до 55%
- Носії: Е-150, Е-152